# Renault D-Truck Access
Der Renault Access, ab 2014 Renault D-Truck Access ist ein Niederflurtechnik Verteilerverkehr-LKW der speziell als Müllwagen ausgelegt von Renault seit 2010 als Nachfolger des Renault Puncher angeboten wird.

## 1. Generation 2010–2013
Das 1. Modell basierte auf dem von der englischen Firma Dennis Eagle produzierten Elite. Der Access hatte jedoch eine veränderte Front und nutzte die Renault-DXI7-Dieselmotoren.
Das Fahrgestell kam als 4x2- oder 6x2-Version und die Rahmenhöhe konnte optional mittels Niveauregulierung von +70 bis −90 mm eingestellt werden. Ein Allison-3000-Automatikgetriebe übertrug die Kraft des Renault DXI7 Dieselmotors mit 199, 228 und 250 kW, der die Euro-5-Norm erfüllte. Das Automatikgetriebe bot einen Ökomodus zur Verbrauchsminimierung und einen Dynamik Modus für schwere Einsätze. Zudem schaltete das Getriebe bei jedem Halt ohne Eingriff des Fahrers automatisch auf Neutral und war damit voll auf die Anforderungen des ständigen Anhaltens und Anfahrens ausgelegt.
Der Access verfügte über eine tiefergelegte Fahrerkabine, wobei der Einstieg nur 435 mm über dem Boden liegt und damit dazumals den niedrigsten Einstieg unter ähnlichen Modellen bot. Der Kabinenboden war komplett flach und die Höhe betrug zwei Meter, wodurch die Besatzung auch aufrecht stehen konnte. Durch die beidseitig angebrachten elektrischen Schiebetüren konnten drei Personen auf luftgefederten Sitzen Platz nehmen. Serienmäßig war ein Antiblockiersystem sowie eine Antriebsschlupfregelung (ASR) eingebaut und eine große Windschutzscheibe mit einer Fläche von 1,564 m² sorgte für eine optimale Sicht.

## 2. Generation Renault D-Truck Access ab 2014
Die 2. Generation erhält das Führerhaus des Renault D-Truck in Niederflurtechnik-Bauweise. Während sich bei den grundsätzlichen Vorzügen bei der Bedienbarkeit und des Fahrkomforts des Vorgängers nichts ändert, kommt nun ein Renault-6-Zylinder-Common-Rail-Einspritzung-Dieselmotor mit 7,7 Liter Hubraum und 184–243 kW zum Einsatz. Die Kraftübertragung erfolgt nun über das Renault-Optidrive-Automatikgetriebe.